# Lamina di Bowman

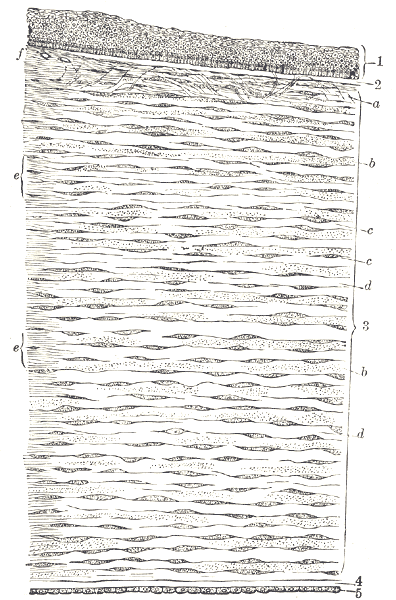
Sezione verticale della struttura corneale, con al punto 2 la lamina di Bowman

La lamina di Bowman, o lamina plastica basale è una membrana limitante presente nella cornea, individuata dal medico britannico William Bowman che le diede il nome, nella seconda metà dell''800.

## Anatomia
Situata tra l'epitelio corneale e lo stroma, è adesa a quest'ultimo essendo una condensazione dello stesso.
Lo spessore è variabile tra 8 e 14 micron e la sua estensione è riconducibile ai margini periferici dello stroma, terminando con forma arrotondata.
Composta da fibrille di natura collagenica acellulare, è quindi non riproducibile.

## Danni alla struttura
Non avendo possibilità di rigenerazione, un'abrasione corneale presente al suo livello determina un leucoma, ovvero una cicatrice permanente che può danneggiare il processo visivo.

## Funzionalità
La resistenza a traumi ed infezioni rende questa membrana una difesa ai livelli inferiori della cornea, oltre ad essere partecipe al controllo dell'idratazione dello stroma contiguo.